# Yumari González Valdivieso
|}
Yumari González Valdivieso   (Santa Clara, 13 de juny de 1979) és una exciclista cubana especialista en la pista encara que també competeix en carretera. Ha estat Campiona del món en Scratch dos cops i nombrosos cops guanyadora dels Campionats Panamericans. Ha participat en dos Jocs Olímpics d'estiu.

## Palmarès en pista
- 1997
  -  Campiona del món júnior en 500 metres contrarellotge
- 1998
  - Medalla d'or al Jocs Centreamericans i del Carib, en 500 metres
- 2001
  - Campiona Panamericana en 500 metres
- 2004
  - Campiona Panamericana en Scratch
- 2005
  - Campiona Panamericana en Scratch
- 2006
  - Medalla d'or al Jocs Centreamericans i del Carib, en Keirin
  - Campiona Panamericana en Scratch
- 2007
  -  Campiona del món de Scratch
- 2009
  -  Campiona del món de Scratch
  - Campiona Panamericana en Scratch
  - Campiona Panamericana en Persecució per equips
  - Campiona Panamericana en Puntuació
- 2010
  - Campiona Panamericana en Scratch
- 2014
  - Medalla d'or al Jocs Centreamericans i del Carib, en Persecució per equips

### Resultats a laCopa del Món
- 2002
  - 1r a Monterrey, en Keirin
- 2006-2007
  - 1a a la Classificació general, en Scratch
- 2007-2008
  - 1a a la Classificació general i a la prova de Sydney, en Scratch
- 2008-2009
  - 1r a Cali, en Persecució per equips

## Palmarès en ruta
- 2006
  - Campiona Panamericana en Ruta
- 2007
  - Medalla d'or al Jocs Panamericans, en ruta
- 2008
  - Campiona Panamericana en Ruta
  -  Campiona de Cuba en ruta
- 2012
  - Campiona Panamericana en Ruta
  -  Campiona de Cuba en ruta